# Borough de Wrexham Maelor
Pour les articles homonymes, voir Wrexham (homonymie).
Le borough de Wrexham Maelor (borough of Wrexham Maelor en anglais) est une ancienne zone de gouvernement local de deuxième niveau du pays de Galles.
Créé au 1er avril 1974 au sein du comté de la Clwyd par le Local Government Act 1972, il est aboli le 31 mars 1996 en vertu du Local Government (Wales) Act 1994. Plusieurs parties de son territoire sont constitutives des comtés du Denbighshire et du Powys ainsi que du borough de comté de Wrexham, institués à partir du 1er avril 1996.

## Géographie
Le territoire du borough relève des comtés administratifs de Denbigh et du Flintshire. Au 1er avril 1974, il constitue, avec les districts d’Alyn and Deeside, de Colwyn, de Delyn, de Glyndŵr et de Rhuddlan, le comté de la Clwyd, zone de gouvernement local de premier niveau créée par le Local Government Act 1972,.
Alors que le borough admet 110 092 habitants au recensement de 1981, 111 433 résidents sont comptabilisés lors du recensement de 1991. La superficie du territoire du district est évaluée à 90 569 acres en 1978,,.

## Toponymie
Simplement défini par un ensemble de territoires par le Local Government Act 1972, le borough prend le nom officiel de Wrexham Maelor en vertu du Districts in Wales (Names) Order 1973, un décret en Conseil du 8 janvier 1973 pris par le secrétaire d’État pour le Pays de Galles,.
Ainsi, le borough tient son appellation de la ville de Wrexham, principale agglomération du territoire, et du Maelor, une région à la frontière anglo-galloise.

## Histoire
Le district de Wrexham Maelor est érigé au 1er avril 1974 à partir des territoires suivants, :
- le borough municipal de Wrexham ;
- le district rural de Maelor ;
- le district rural de Hawarden, pour partie (paroisse de Marford and Hoseley) ;
- et le district rural de Wrexham, pour partie (sans les paroisses de Llangollen Rural et de Llantysilio).

Alors que la notion de borough municipal est abolie par le Local Government Act 1972, le statut de borough est conféré au nouveau district par un décret en Conseil du 20 février 1974, avec une entrée en vigueur au 1er avril suivant. Dès lors, il est permis à la zone de gouvernement local de s’intituler « borough de Wrexham Maelor » (borough of Wrexham Maelor en anglais) tandis que son assemblée délibérante prend le nom de « conseil de borough de Wrexham Maelor » (Wrexham Maelor Borough Council en anglais) au sens de la section 21 du Local Government Act 1972,.
Le borough est aboli au 31 mars 1996 par le Local Government (Wales) Act 1994, son territoire relevant désormais du borough de comté de Wrexham au sens de la loi.